# Potsdamer Platz

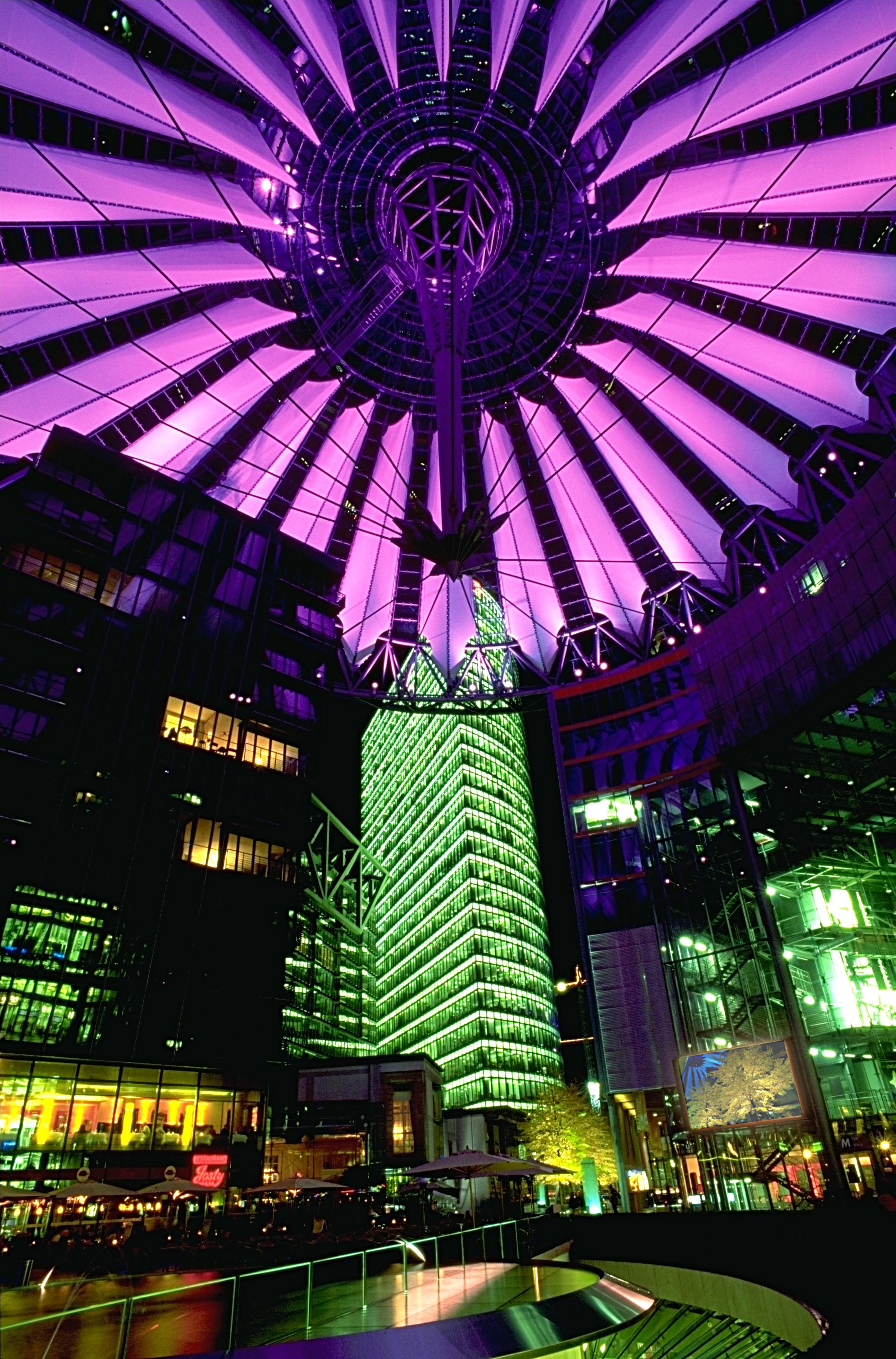
Innertaket på Sony Center.

Potsdamer Platz är ett betydande torg och en trafikknutpunkt i stadsdelsområdet Mitte i centrala Berlin, uppkallat efter den närbelägna staden Potsdam. Själva torget ligger i stadsdelen Mitte i tidigare Östberlin medan Potsdamer Strasse och de angränsande kvarteren väster om torget ligger i stadsdelen Tiergarten i tidigare Västberlin. Området utsattes för stor förstörelse under andra världskriget och delades fram till 1989 av Berlinmuren. Sedan murens fall har torget bebyggts med moderna kontorsskyskrapor och shopping- och nöjeskvarter.

## Historia fram till 1989

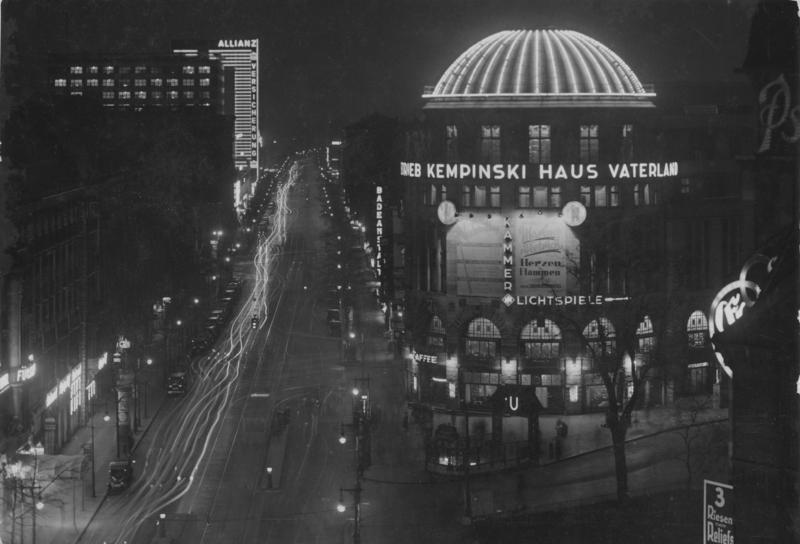
Haus Vaterland och Stresemannstrasse nattetid, 1932.

Torget anlades ursprungligen framför stadstullen Potsdamer Tor på vägen mot Potsdam, dagens Potsdamer Strasse, på 1700-talet. Berlins tullmur gick vid denna tid mellan dagens Leipziger Platz och Potsdamer Platz. 1831 fick torget det nuvarande namnet Potsdamer Platz och 1838 anlades Berlins första järnvägsstation för tågen mot Potsdam vid sydvästra delen av torget. Den utvidgades senare under 1800-talet med ytterligare linjer och stationsbyggnader ovan jord, allt eftersom trafiken ökade.
Under 1920- och 1930-talen var Potsdamer Platz en av de mest trafikintensiva platserna i hela Europa. Under 1920-talet, die Goldenen Zwanziger, blev Potsdamer Platz tillsammans med Alexanderplatz och Kurfürstendamm hjärtat för Berlins nattliv. Siemens AG:s trafikljus vid Potsdamer Platz var Europas första elektriska trafikljus på 1920-talet. Idag står på samma plats en kopia av det ursprungliga ljuset.
Liksom större delarna av centrala Berlin förstördes byggnaderna runt Potsdamer Platz och järnvägsstationerna av de allierades lufträder och tungt artilleri under andra världskrigets sista dagar. När staden delades in i fyra sektorer av ockupationsmakterna efter krigets slut hamnade torget på gränspunkten mellan de amerikanska och brittiska sektorerna i Västberlin och den sovjetiska sektorn som tillhörde Östtyskland. 
Eftersom det kalla krigets ökade spänningar medförde ökade restriktioner för resor mellan den sovjetiska sektorn (Östberlin) och de västra sektorerna (Västberlin) minskade betydelsen av platsen kraftigt. När Berlinmuren byggdes den 13 augusti 1961 delades Potsdamer Platz i två delar. Det som en gång var en livlig mittpunkt blev nu ett öde gränslandskap.

## Efter murens fall

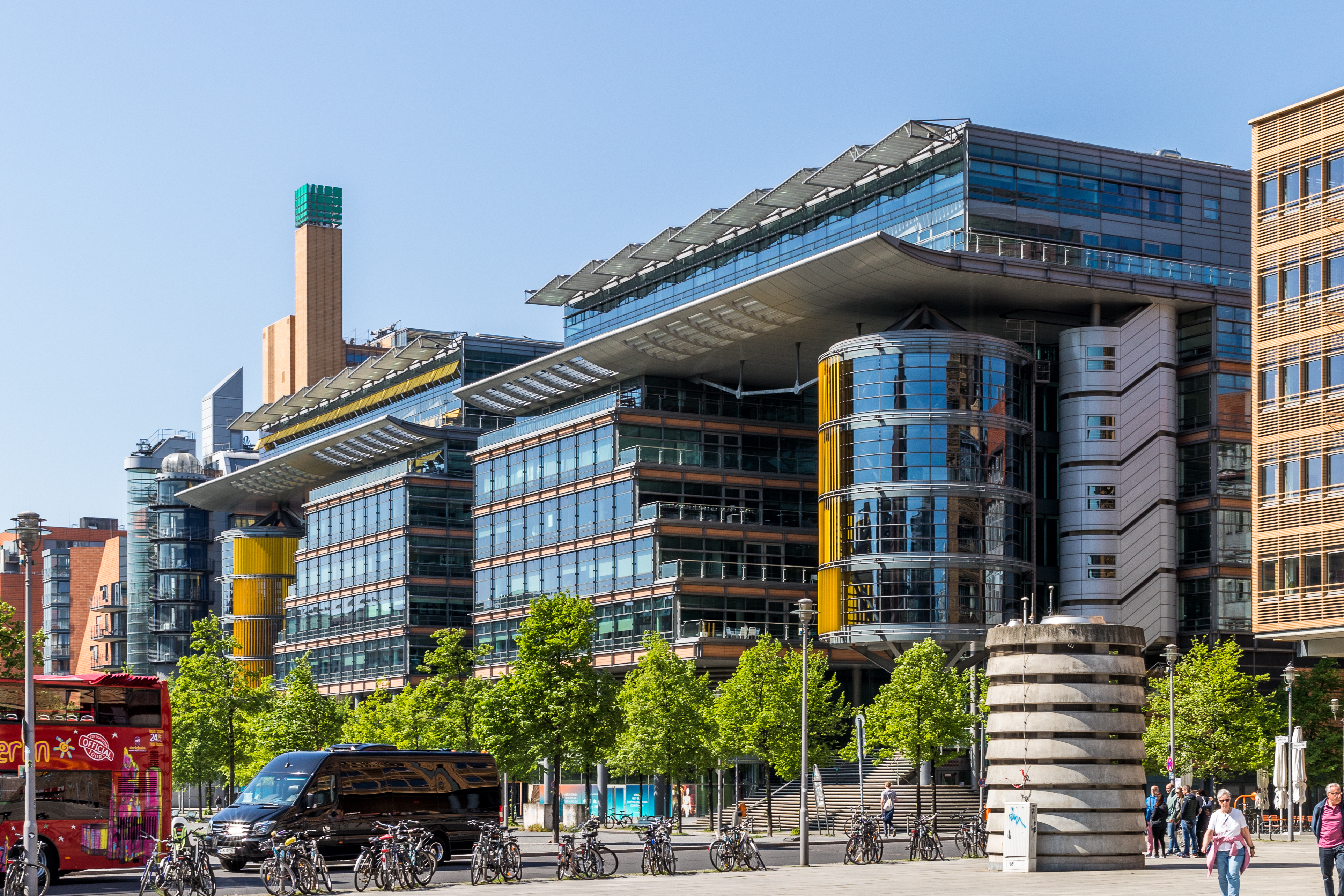
Potsdamer Platz Arkaden

Efter murens fall 1989 höll Roger Waters den 21 juli 1990 en gigantisk välgörenhetskonsert för att högtidlighålla slutet på delningen av Tyskland. Konserten, som var ett återuppförande av The Wall, hölls på den då öde marken där Potsdamer Platz låg och flera gästartister medverkade.
Efter 1990 kom Potsdamer Platz åter i fokus, eftersom torget nu låg nära de centrala delarna av staden. Berlins politiska ledning beslutade att dela in torget i fyra delar, som var och en skulle säljas till kommersiella investerare. Under uppbyggnaden var Potsdamer Platz Europas största byggarbetsplats.
Den största av dessa fyra delar köptes av Daimler-Benz som anlitade Renzo Piano att skapa de övergripande ritningarna för byggnationen. De individuella byggnaderna byggdes sedan upp med enskilda arkitekter, helt enligt planerna. Detta inkluderar Potsdamer Platz No. 1 av Hans Kolhoff, som rymmer flera juridiska företag.
Den näst största delen gick till Sony som beslöt att flytta dit sitt europeiska huvudkontor. Detta nya Sony Center ritat av Helmut Jahn är en skapelse av glas och stål och är ett exempel på modern arkitektur i Berlin. Sony Center innehåller förutom huvudkontor för Sony i Europa också ett filmmuseum, tyska järnvägsbolaget Deutsche Bahn (DB) samt restauranger, biografer och en Sony-konceptbutik.
Hela projektet fick i början mycket kritik och fortfarande finns det kritiker som inte gillar att torget kommersialiserades och planerades om. Trots detta lockar Potsdamer Platz omkring 70 000 besökare varje dag[när?]. Nästan när som helst på dygnet är det fullt med folk. Det har blivit ett av de viktigaste besöksmålen i Berlin och en mycket viktig shoppingplats för berlinarna, bland annat de stora galleriorna Potsdamer Platz Arkaden samt Mall of Berlin. Totalt finns det över 42 biografer, däribland två IMAX. Kvarteren omkring torget utgör även det centrala festivalområdet under Berlins filmfestival vilket sammantaget gör Potsdamer Platz till Berlins centrum för filmfantaster. 
Deutsche Bahn, Berlins pendeltåg och Berlins tunnelbana har idag stationer under Potsdamer Platz. Tunnelbanestationen är till större delen bevarad i ursprungligt skick och är tillsammans med enstaka byggnader det enda från "gamla" Potsdamer Platz som finns kvar idag.